# Liste des sites Ramsar en Russie
Cet article recense les zones humides de Russie concernées par la convention de Ramsar.

## Statistiques
La convention de Ramsar est entrée en vigueur en Union soviétique le 11 février 1977 ; elle s'applique à la Russie en tant qu'État successeur de l'Union soviétique, depuis la fin de cette dernière en 1991.
En janvier 2020, le pays compte 35 sites Ramsar, couvrant une superficie de 103 237,67 km2.
En outre, 6 sites nominalement en Ukraine sont situés sur le territoire de la république autonome de Crimée, annexée par la Russie en 2014.

## Liste
| Site                                                                       | Sujet                    | Notes | Date              | Superficie (km²) | Altitude (m) | Identifiant Ramsar | Identifiant WDPA | Coordonnées                        | Photo |
| -------------------------------------------------------------------------- | ------------------------ | ----- | ----------------- | ---------------- | ------------ | ------------------ | ---------------- | ---------------------------------- | ----- |
| Golfe de Kandalakcha                                                       | Oblast de Mourmansk      |       | 11 octobre 1976   | 2 080,00         | 0 - 80       | 110                | 68148            | 66° 46′ 01″ nord, 33° 07′ 59″ est  |       |
| Delta de la Volga (ru)                                                     | Oblast d'Astrakhan       |       | 11 octobre 1976   | 8 000,00         | -27 - -25    | 111                | 68149            | 45° 54′ 00″ nord, 48° 46′ 59″ est  |       |
| Lac Khanka                                                                 | Kraï du Primorié         |       | 11 octobre 1976   | 3 100,00         | 68 - 70      | 112                | 68150            | 44° 52′ 59″ nord, 132° 30′ 00″ est |       |
| Îles de la baie d'Onega, mer Blanche                                       | République de Carélie    |       | 13 septembre 1994 | 36,00            | 31 - 123     | 668                | 95385            | 64° 55′ 59″ nord, 35° 10′ 01″ est  |       |
| Plaine de Pskovsko-Tchoudskaïa                                             | Oblast de Pskov          |       | 13 septembre 1994 | 936,00           | 30 - 50      | 669                | 95386            | 58° 09′ 00″ nord, 27° 52′ 01″ est  |       |
| Marais de Kama-Bakaldino                                                   | Oblast de Nijni Novgorod |       | 13 septembre 1994 | 2 265,00         | 63 - 140     | 670                | 95387            | 56° 24′ 00″ nord, 45° 19′ 59″ est  |       |
| Plaines d'inondation de l'Oka et de la Pra (ru)                            | Oblast de Riazan         |       | 13 septembre 1994 | 1 615,42         | 92 - 127     | 671                | 95388            | 55° 31′ 01″ nord, 40° 33′ 00″ est  |       |
| Réservoir Vesiolovskoïe (ru)                                               | Oblast de Rostov         |       | 13 septembre 1994 | 3 090,00         | 1 - 6        | 672                | 95389            | 46° 55′ 01″ nord, 41° 01′ 59″ est  |       |
| Lac Manytch-Goudilo                                                        | Kalmoukie                |       | 13 septembre 1994 | 1 126,00         | 8            | 673                | 95390            | 44° 36′ 00″ nord, 42° 49′ 59″ est  |       |
| Delta du Kouban (ru) : groupe de limans entre le Kouban et la Protoka (ru) | Kraï de Krasnodar        |       | 13 septembre 1994 | 884,00           | 0 - 38       | 674                | 103556           | 45° 30′ nord, 37° 48′ est          |       |
| Delta du Kouban (ru) : groupe de limans Akhtaro-Grivenskaya                | Kraï de Krasnodar        |       | 13 septembre 1994 | 846,00           | 0 - 38       | 675                | 95391            | 45° 49′ 59″ nord, 38° 30′ 00″ est  |       |
| Îles du golfe de l'Ob, mer de Kara                                         | Iamalie                  |       | 13 septembre 1994 | 1 280,00         | 2 - 10       | 676                | 95372            | 66° 40′ 01″ nord, 70° 58′ 01″ est  |       |
| Basse-Dvouobie                                                             | Khantys-Mansis, Iamalie  |       | 13 septembre 1994 | 5 400,00         | 4 - 70       | 677                | 95373            | 64° 31′ 59″ nord, 65° 46′ 01″ est  |       |
| Haute-Dvouobie                                                             | Khantys-Mansis           |       | 13 septembre 1994 | 4 700,00         | 13 - 17      | 678                | 95374            | 61° 42′ 00″ nord, 67° 10′ 01″ est  |       |
| Steppe boisée Tobol-Ichim                                                  | Oblast de Tioumen        |       | 13 septembre 1994 | 12 170,00        | 100 - 158    | 679                | 95375            | 55° 27′ nord, 69° 00′ est          |       |
| Lac Tchany                                                                 | Oblast de Novossibirsk   |       | 13 septembre 1994 | 3 648,48         | 106 - 120    | 680                | 95376            | 55° 01′ 59″ nord, 77° 40′ 01″ est  |       |
| Zones humides de la basse-Bagan (ru)                                       | Oblast de Novossibirsk   |       | 13 septembre 1994 | 268,80           | 106 - 107    | 681                | 95377            | 54° 09′ 00″ nord, 78° 22′ 59″ est  |       |
| Delta de la Selenga                                                        | Bouriatie                |       | 13 septembre 1994 | 121,00           | 456 - 458    | 682                | 95378            | 52° 16′ 59″ nord, 106° 22′ 01″ est |       |
| Lacs Torey (ru)                                                            | Kraï de Transbaïkalie    |       | 13 septembre 1994 | 1 725,00         | 591 - 769    | 683                | 95379            | 50° 04′ 59″ nord, 115° 31′ 59″ est |       |
| Plaine de Khingano-Arkharinskaïa                                           | Oblast de l'Amour        |       | 13 septembre 1994 | 2 000,00         | 90 - 150     | 684                | 103552           | 49° 10′ 01″ nord, 130° 00′ 00″ est |       |
| Plaine de Zeïa-Boureïa                                                     | Oblast de l'Amour        |       | 13 septembre 1994 | 316,00           | 110 - 120    | 685                | 103558           | 49° 55′ 01″ nord, 127° 39′ 00″ est |       |
| Lac Bolon (ru) et embouchures du Selgon et de la Simmi                     | Oblast de l'Amour        |       | 13 septembre 1994 | 538,00           | 15           | 686                | 103553           | 49° 34′ 59″ nord, 136° 04′ 59″ est |       |
| Lac Oudyl (ru) et embouchures de la Bitchi, de la Bitki et de la Pilda     | Kraï de Khabarovsk       |       | 13 septembre 1994 | 576,00           | 20 - 200     | 687                | 103554           | 52° 09′ nord, 139° 51′ est         |       |
| Delta du Svir                                                              | Oblast de Léningrad      |       | 13 septembre 1994 | 605,00           |              | 688                | 95392            | 60° 34′ 59″ nord, 32° 55′ 59″ est  |       |
| Côte méridionale du golfe de Finlande, mer Baltique                        | Oblast de Léningrad      |       | 13 septembre 1994 | 64,00            | 0 - 3        | 689                | 95393            | 60° 00′ nord, 29° 15′ est          |       |
| Péninsule de Kourgalsky                                                    | Oblast de Léningrad      |       | 13 septembre 1994 | 650,00           | 0 - 43       | 690                | 95394            | 59° 40′ 59″ nord, 28° 09′ 00″ est  |       |
| Îles Beriozovye, golfe de Finlande, mer Baltique                           | Oblast de Léningrad      |       | 13 septembre 1994 | 120,00           |              | 691                | 95395            | 60° 18′ nord, 28° 30′ est          |       |
| Marécage de la Mchinskoe (ru)                                              | Oblast de Léningrad      |       | 13 septembre 1994 | 751,00           | 60 - 82      | 692                | 95396            | 59° 03′ 00″ nord, 30° 13′ 59″ est  |       |
| Parapolski Dol                                                             | Kraï du Kamtchatka       |       | 13 septembre 1994 | 12 000,00        | 50 - 80      | 693                | 95380            | 61° 37′ 01″ nord, 165° 46′ 59″ est |       |
| Île Karaguinski, mer de Béring                                             | Kraï du Kamtchatka       |       | 13 septembre 1994 | 1 935,97         | - 912        | 694                | 95381            | 58° 46′ 59″ nord, 163° 52′ 01″ est |       |
| Morochetchnaïa (ru)                                                        | Kraï du Kamtchatka       |       | 13 septembre 1994 | 2 190,00         | - 434        | 695                | 95382            | 56° 21′ nord, 156° 15′ est         |       |
| Cap Outkholoktski                                                          | Kraï du Kamtchatka       |       | 13 septembre 1994 | 2 200,00         | 0 - 850      | 696                | 95384            | 57° 40′ 01″ nord, 157° 10′ 59″ est |       |
| Zone entre les la Poura (ru) et la Mokoritto (ru)                          | Kraï de Krasnoïarsk      |       | 13 septembre 1994 | 11 250,00        | 130 - 250    | 697                | 103557           | 72° 31′ 59″ nord, 85° 30′ 00″ est  |       |
| Îles Brekhovsky (ru) dans le golfe de l'Ienisseï                           | Kraï de Krasnoïarsk      |       | 13 septembre 1994 | 14 000,00        | 10 - 118     | 698                | 103550           | 70° 30′ nord, 82° 45′ est          |       |
| Delta de la Gorbita                                                        | Kraï de Krasnoïarsk      |       | 13 septembre 1994 | 750,00           | 6 - 80       | 699                | 103551           | 73° 00′ 00″ nord, 94° 55′ 01″ est  |       |